# Nagato
Nagato (長門市, Nagato-shi) és una ciutat que es troba a la Prefectura de Yamaguchi, al Japó.

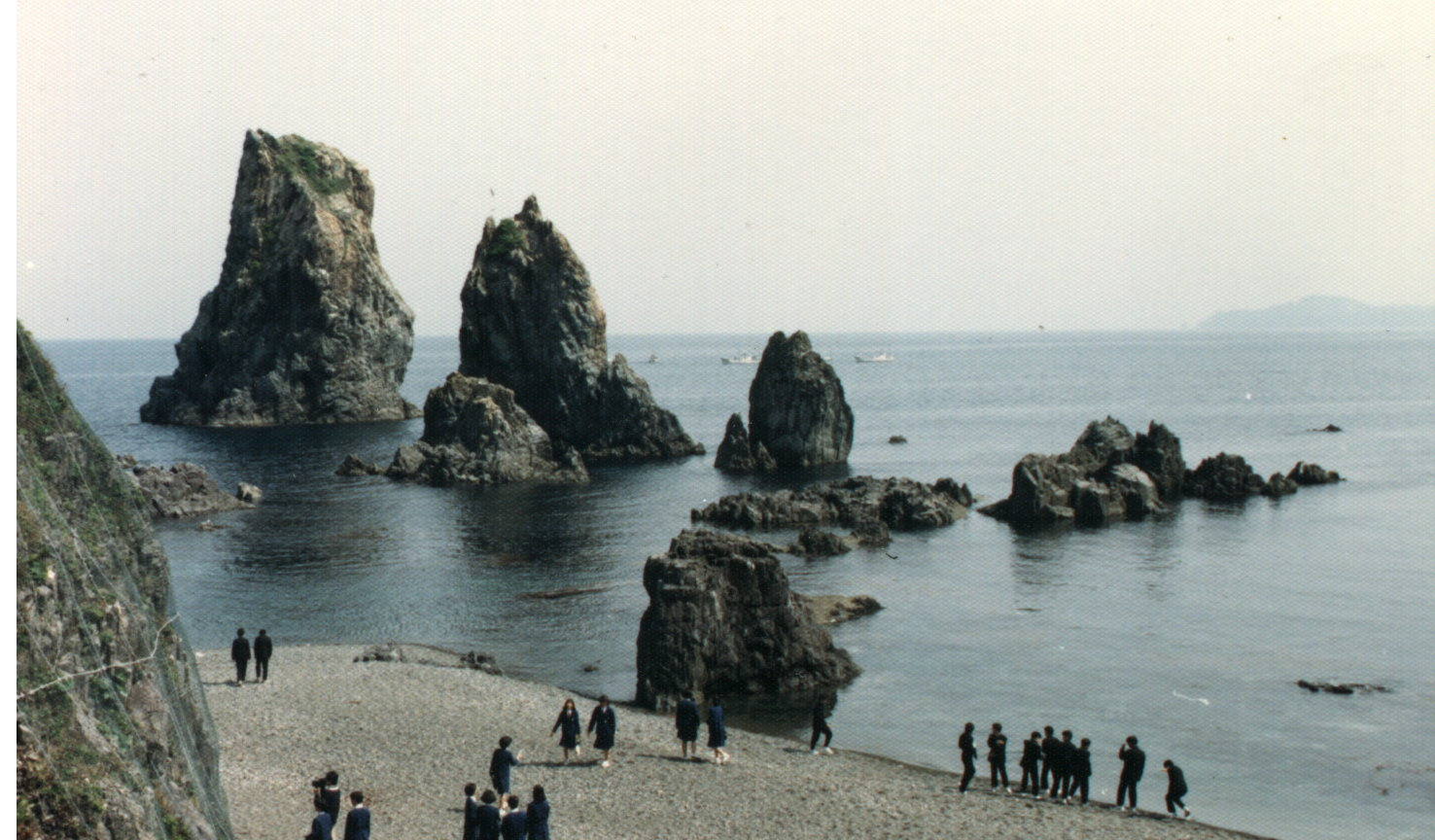
Omijima (青海島).

Segons dades del 2008, la ciutat té una població estimada de 39.189 habitants i una  densitat de 109 persones per km². L'àrea total és de 357,92 km².
La ciutat va ser fundada el 31 de març de 1954. Està composta per cinc petits pobles que foren absorbits: Fukawa, Senzaki (仙崎), Yuya, Heki i Misumi. A Nagato també hi ha l'illa Omijima i el poble de Kayoi.

## Transports

### Ferrocarrils
- West Japan Railway Company (JR Nishi Nihon)
  - San'in Main Line
  - Senzaki Branch Line (San'in Main Line)
  - Mine Line

## Persones famoses
- Shinzo Abe
- Misuzu Kaneko
- Shigeru Aburaya

## Annexions recents
- El 22 de març de 2005, les ciutats de Heki, Misumi i Yuya, totes del districte d'Ōtsu, foren incloses en Nagato.